# 飯所署強行犯係 事件ファイル
『飯所署強行犯係 事件ファイル』（いいところしょきょうこうはんかかりじけんふぁいる）は、中村啓による日本の推理小説、ミステリー小説。

## 概要
- 著者初の警察小説となる長編作品である。
- カバーデザインはワカマツカオリが手がけている

## ストーリー概要
飯所市という架空の街の警察署で働く清掃係が活躍する警察小説

## ストーリー
架空の街である飯所で、オカルト研究の権威が自宅で焼死体となって発見された事件を飯所署の清掃員であるトーマス（自称、宇宙人。外見は白人、中身は日本人）が刑事達と共に追及するミステリー
| スタブアイコン | サブスタブ | この項目は、まだ閲覧者の調べものの参照としては役立たない、文学に関連した書きかけの項目です。この項目を加筆・訂正などしてくださる協力者を求めています（P:文学、PJ:ライトノベル）。項目が小説家・作家の場合には{Writer-substub}を、文学作品以外の本・雑誌の場合には{Book-substub}を貼り付けてください。 |